# Cantone di Pré-en-Pail
Il Cantone di Pré-en-Pail era una divisione amministrativa dell'arrondissement di Mayenne.
È stato soppresso a seguito della riforma complessiva dei cantoni del 2014, che è entrata in vigore con le elezioni dipartimentali del 2015.
Comprendeva i comuni di:
- Boulay-les-Ifs
- Champfrémont
- Pré-en-Pail
- Ravigny
- Saint-Cyr-en-Pail
- Saint-Pierre-des-Nids
- Saint-Samson